# 황정하
황정하(1993년 1월 29일 ~ )는 대한민국의 가수이자 배우이다.

## 학력
- 글로벌사이버대학교 방송연예학과 (재학)

## 출연작

### 영화
- 《전설의 파이터》 (2020년) - 상구 역

### 드라마
- 《사랑에도 공식이 있나요》 (2021년, 웹드라마) - 유진영 역
- 《여신강림》 (tvN, 2020년) - 변준혁 역
- 《평범하지만 특별하게》 (2020년, 웹드라마) - 김우현 역
- 《대장금이 보고있다》 (2018년, MBC) - 회사원 황정하 역
- 《월계수 양복점 신사들》 (2016년, KBS2)

### 예능
- 《아이돌 리부팅 프로젝트 더 유닛》 (2017년, KBS2)

### 광고
- 런드리고